# Янг, Брэд
Брэдли Эван Янг (англ. Bradley Evan Young; род. 23 февраля 1973, Аделаида, Южная Австралия) — австралийский крикетист, серебряный призёр Игр Содружества (1998) в составе национальной сборной.

## Биография

### Ранние годы
Родился 23 февраля 1973 года в Аделаидае, штат Южная Австралия, Австралия.

### Игровая карьера
На профессиональном уровне дебютировал в крикете в сезоне 1996/97 в команде «Южная Австралия», в составе которой выступал на протяжении всей своей игровой карьеры, продолжавшейся семь лет.
Свой первый международный тестовый матч в составе сборной Австралии провёл 18 января 1998 года против команды ЮАР. В том же году входил в состав национальной команды, завоевавший серебряные медали на Играх Содружества в Куала-Лумпуре. Свой последний международный матч Янг провёл 13 января 1999 года года против сборной Шри-Ланки, во время которого в попытке помещать противнику вырезался в ограждение, получив серьёзную травму ноги.
В 2003 году Янг ушёл из профессионального крикета, однако, продолжил карьеру в любительских и непрофессиональных командах.